# 13. Festiwal Polskich Filmów Fabularnych w Gdyni
13. Festiwal Polskich Filmów Fabularnych odbył się w 1988 w Gdyni.

## Laureaci
Wielka Nagroda Festiwalu – Złote Lwy Gdańskie: Krótki film o miłości oraz Krótki film o zabijaniu reż. Krzysztof Kieślowski
Nagroda Specjalna Jury: Kobieta samotna, reż. Agnieszka Holland
Nagrody Główne – Srebrne Lwy Gdańskie:
- reżyseria:
  - Robert Gliński Łabędzi śpiew,
  - Andrzej Kotkowski Obywatel Piszczyk
- scenariusz: Krzysztof Kieślowski i Krzysztof Piesiewicz Krótki film o miłości

Brązowe Lwy Gdańskie:
- debiut kinowy: Krzysztof Krauze Nowy Jork, czwarta rano
- role pierwszoplanowe:
  - Maria Chwalibóg Kobieta samotna,
  - Bogusław Linda Kobieta samotna
  - Grażyna Szapołowska Krótki film o miłości,
- role drugoplanowe:
  - Stefania Iwińska Krótki film o miłości,
  - Bronisław Pawlik Tabu
- zdjęcia: Witold Adamek Krótki film o miłości, Dotknięci, Obywatel Piszczyk
- scenografia: Janusz Sosnowski Kingsajz
- muzyka: Jerzy Satanowski Schodami w górę, schodami w dół
- dźwięk: Janusz Rosół Niezwykła podróż Baltazara Kobera
- montaż: Jadwiga Zajiček Zabij mnie glino
- kostiumy: Jolanta Jackowska Schodami w górę, schodami w dół

- Nagroda Fundacji Kultury Polskiej: Jan Peszek Łabędzi śpiew
- Nagroda Dziennikarzy: Dotknięci, reż. Wiesław Saniewski
- Nagroda Łódzkiego Muzeum Kinematografii – Na srebrnym globie, reż. Andrzej Żuławski
- Nagroda Koła Reżyserów SFP i Zespołu Polskich Producentów Filmowych – Dorota Ostrowska-Orlińska

## Jury
- Janusz Zaorski (przewodniczący) – reżyser
- Filip Bajon – reżyser
- Sylwester Chęciński – reżyser
- Andrzej Czałbowski
- Czesław Dondziłło – krytyk
- Józef Hen – pisarz, scenarzysta, reżyser
- Jerzy Schönborn
- Dorota Stalińska – aktorka
- Piotr Szulkin – reżyser
- Jerzy Toeplitz – historyk filmu
- Andrzej Żurowski – krytyk

## Filmy konkursowe
Bez grzechu, reż. Wiktor Skrzynecki
Co to konia obchodzi?, reż. Grażyna Popowicz
Dotknięci, reż. Wiesław Saniewski
Dotknięcie nieba, reż. Henryk Bielski
Dzikun, reż. Andrzej Barszczyński
Gdzieśkolwiek jest, jeśliś jest..., reż. Krzysztof Zanussi
Gwiazda Piołun, reż. Henryk Kluba
Kingsajz, reż. Juliusz Machulski
Kobieta samotna, reż. Agnieszka Holland
Krótki film o miłości, reż. Krzysztof Kieślowski
Krótki film o zabijaniu, reż. Krzysztof Kieślowski
Kto dziś tak umie kochać (XII odcinek serialu Dom), reż. Jan Łomnicki
Łabędzi śpiew, reż. Robert Gliński
Niezwykła podróż Baltazara Kobera, reż. Wojciech Jerzy Has
Nowy Jork, czwarta rano, reż. Krzysztof Krauze
Obywatel Piszczyk, reż. Andrzej Kotkowski
Oszołomienie, reż. Jerzy Sztwiertnia
Schodami w górę, schodami w dół, reż. Andrzej Domalik
Skrzypce Rotszylda, reż. Ewa Bilińska
Tabu, reż. Andrzej Barański
Trójkąt bermudzki, reż. Wojciech Wójcik
Wielki Wóz, reż. Marek Wortman
Wigilia ’81, reż. Leszek Wosiewicz
Zabij mnie glino, reż. Jacek Bromski
Zad wielkiego wieloryba, reż. Mariusz Treliński
Zakole, reż. Włodzimierz Olszewski